# Cottrell J. Hunter
Cottrell J. Hunter (Washington D. C., 14 de diciembre de 1968-29 de noviembre de 2021) fue un atleta estadounidense, especializado en la prueba de lanzamiento de peso, en la que llegó a ser campeón mundial en 1999.
Estuvo casado con la también atleta estadounidense, especialista en pruebas de velocidad y salto de longitud, Marion Jones, desde 1998 a 2001.

## Carrera deportiva
En el Mundial de Sevilla 1999 ganó la medalla de oro en lanzamiento de peso, con una marca de 21.79 metros que fue su mejor marca personal, por delante del alemán Oliver-Sven Buder y del ucraniano Oleksandr Bagach.
Dos años antes, en el Mundial de Atenas 1997 había ganado la medalla de bronce en la misma prueba.